# Maronne
A Maronne folyó Franciaország területén, a Dordogne bal oldali mellékfolyója.

## Földrajzi adatok
A folyó Cantal megyében, az azonos nevű hegy közelében ered 1 400 méter magasan, és Argentat városkánál ömlik be a Dordogne-ba. A hossza 92,6 km.

## Megyék és városok a folyó mentén
- Cantal: Salers, Saint-Paul-de-Salers
- Corrèze: Argentat

Mellékfolyói a Bertrande, Aspre és a Glane. Három víztározó is van a folyón.